# Theridion gibbum
Theridion gibbum är en spindelart som beskrevs av William Joseph Rainbow 1916. Theridion gibbum ingår i släktet Theridion och familjen klotspindlar.
Artens utbredningsområde är Queensland. Inga underarter finns listade i Catalogue of Life.